# Serhij Kandaurov
Serhij Viktorovyč Kandaurov (in ucraino Сергі́й Ві́кторович Кандау́ров?; Železnogorsk, 2 dicembre 1972) è un allenatore di calcio ed ex calciatore ucraino, di ruolo centrocampista.